# Ondícula de Haar
En matemáticas, la ondícula de Haar o el wavelet de Haar es una cierta secuencia de funciones. Ahora se le reconoce como el primer wavelet conocido. Esta secuencia fue propuesta en 1909 por Alfred Haar. Haar usó estas funciones para dar un ejemplo de un sistema ortonormal contable para el espacio de las funciones de cuadrado integrable en la recta real. El estudio de los wavelets, e incluso el término "wavelet", no vinieron hasta mucho después. Como un caso especial de la ondícula de Daubechies, también es llamado D2.
El wavelet de Haar es también el wavelet más simple posible. La desventaja técnica del wavelet de Haar es que no es continuo y por lo tanto no derivable. Esta propiedad, de cualquier forma, es una ventaja para el análisis de señales con transiciones repentinas, tales como el monitoreo del fallo de una herramienta en una máquina.

El wavelet de Haar

La función wavelet madre de las funciones de Haar {\displaystyle \psi (t)} puede ser descrita como
{\displaystyle \psi (t)={\begin{cases}1\quad &0\leq t<1/2,\\-1&1/2\leq t<1,\\0&{\mbox{De otra forma.}}\end{cases}}}
y su función escalar {\displaystyle \phi (t)} puede ser descrita como
{\displaystyle \phi (t)={\begin{cases}1\quad &0\leq t<1,\\0&{\mbox{De otra forma.}}\end{cases}}}

## Sistema de Haar
En análisis funcional, los sistemas de Haar describen el conjunto de wavelets de Haar
{\displaystyle \{t\mapsto \psi _{n,k}(t)=\psi (2^{n}t-k);n\in \mathbb {N} ,0\leq k<2^{n}\}.}
En términos del espacio de Hilbert, estos constituyen un sistema ortogonal completo para las funciones en el intervalo unidad. Hay un sistema de Rademacher relacionado, o suma de funciones de Haar, que es un sistema ortogonal pero no completo.
El sistema de Haar (con la ordenación natural) es más que una base de Schauder para el espacio {\displaystyle L^{p}[0,1]}, con {\displaystyle 1\leq p<+\infty }. Esta base es incondicional para p > 1.

## Propiedades del wavelet de Haar
El wavelet de Haar tiene varias propiedades importantes:
1. Cualquier función real continua puede ser aproximada por combinaciones lineales de {\displaystyle \phi (t),\phi (2t),\phi (4t),\dots ,\phi (2^{k}t),\dots } y las funciones que siguen. Esto se extiende a aquellos espacios de función donde cualquier función que contengan pueden ser aproximados por funciones continuas.
2. Cualquier función real continua puede ser aproximada por combinaciones lineales de la función constante, {\displaystyle \psi (t),\psi (2t),\psi (4t),\dots ,\psi (2^{k}t),\dots } y las funciones que siguen
3. La ortogonalidad en la forma

{\displaystyle \int _{-\infty }^{\infty }2^{m}\psi (2^{m}t-n)\psi (2^{m_{1}}t-n_{1})\,dt=\delta _{m,m_{1}}\delta _{n,n_{1}}.}
Aquí δi,j representa la delta de Kronecker. La función dual de {\displaystyle \psi (t)} es {\displaystyle \psi (t)} misma.
4. Las funciones Wavelet o escalares con diferente escala m tienen una relación funcional:
{\displaystyle \phi (t)=\phi (2t)+\phi (2t-1)}
{\displaystyle \psi (t)=\phi (2t)-\phi (2t-1)}
5. Las coeficientes de escala m puede ser calculados con los coeficientes de escala m+1:
si {\displaystyle \chi _{w}(n,m)=2^{m/2}\int _{-\infty }^{\infty }x(t)\phi (2^{m}t-n)\,dt}
y {\displaystyle \mathrm {X} _{w}(n,m)=2^{m/2}\int _{-\infty }^{\infty }x(t)\psi (2^{m}t-n)\,dt}
entonces
{\displaystyle \chi _{w}(n,m)={\sqrt {\frac {1}{2}}}(\chi _{w}(2n,m+1)+\chi _{w}(2n+1,m+1))}
{\displaystyle \mathrm {X} _{w}(n,m)={\sqrt {\frac {1}{2}}}(\chi _{w}(2n,m+1)-\chi _{w}(2n+1,m+1)).}

## La matriz de Haar
La matriz de Haar de 2 x 2 que está asociada con el wavelet de Haar es
{\displaystyle H_{2}={\begin{bmatrix}1&1\\1&-1\end{bmatrix}}.}
Usando la transformada wavelet discreta, uno puede transformar cualquier secuencia {\displaystyle (a_{0},a_{1},\dots ,a_{2n},a_{2n+1})} de cualquier longitud en una secuencia de dos componentes vectoriales {\displaystyle \left(\left(a_{0},a_{1}\right),\dots ,\left(a_{2n},a_{2n+1}\right)\right)}.. Si una multiplica por la derecha cada vector con la matriz {\displaystyle H_{2}}, se obtiene el resultado {\displaystyle \left(\left(s_{0},d_{0}\right),\dots ,\left(s_{n},d_{n}\right)\right)} de una etapa de la transformada rápida de wavelet de Haar. Usualmente uno separa las secuencias s y d y continua con transformar la secuencia s.
Si se tiene una secuencia de longitud múltiplo de cuatro, se pueden construir bloques de 4 elementos y transformarlos de forma sencilla con la matriz de Haar de 4x4
{\displaystyle H_{4}={\begin{bmatrix}1&1&1&1\\1&1&-1&-1\\1&-1&0&0\\0&0&1&-1\end{bmatrix}},}
La cual combina dos etapas de la transformada rápida del wavelet de Haar.
Compare con una matriz de Walsh, que es una matriz no localizada 1/-1.

## Transformada de Haar
La transformada de Haar es la más simple de las transformada wavelet. Esta transformada multiplica de forma cruzada una función con el wavelet de Haar con varios desplazamientos y expansiones.

La transformada de Haar se deriva de la matriz de Haar. Un ejemplo de una matriz de Haar de 4x4 se muestra abajo.
{\displaystyle H_{4}={\frac {1}{\sqrt {4}}}{\begin{bmatrix}1&1&1&1\\1&1&-1&-1\\{\sqrt {2}}&-{\sqrt {2}}&0&0\\0&0&{\sqrt {2}}&-{\sqrt {2}}\end{bmatrix}}}
La transformada de Haar puede ser pensada como un proceso de muestreo cuyas filas de la matriz de transformación actúan como muestras de resolución más y más finas.
Compare con la transformada de Walsh, que es también 1/–1, pero no es localizada.

### Transformada de Haar
- http://cnx.org/content/m11087/latest/
- http://math.hws.edu/eck/math371/applets/Haar.html
- https://web.archive.org/web/20110125080404/http://online.redwoods.cc.ca.us/instruct/darnold/laproj/Fall2002/ames/paper.pdf
- https://web.archive.org/web/20080318071618/http://scien.stanford.edu/class/ee368/projects2000/project12/2.html

- Datos: Q766198
- Multimedia: Haar wavelet / Q766198